# 러시아 마흐주의
러시아 마흐주의(영어: Russian Machism)는 러시아 혁명 이전 20세기 초 러시아 제국에서 나타난 정치적・철학적 관점들을 말한다. 러시아 마흐주의자들은 에른스트 마흐의 과학적・철학적 통찰에 관심을 가졌다. 러시아 마흐주의자들은 대부분 마르크스주의자였고, 일부는 마흐주의를 유물론적 세계관에 필요한 요소라고 생각했다.
마흐주의라는 용어는 레닌과 플레하노프가 1905년경, 주로 논쟁상 비판하기 위한 표현으로서 사용하기 시작했다. 그들은 마르크스주의에 대한 정통적 설명을 옹호하기 위해, 마르크스주의 정통 해석에 반하는 움직임을 "관념론자"들과 "마흐주의자"들의 두 갈래로 나누어 각기 비판했다. 1920년대부터 1970년대까지 마흐주의자라는 말은 소련에서 비난의 용어였다. 대표적으로 1928년 알렉산드르 막시모프가 보리스 헤센을 탄핵할 때 헤센을 마흐주의자라고 공격한 것이 그 대표적인 예다.
블라디미르 바자로프, 야코프 베르만, 알렉산드르 보그다노프, 오시프 겔폰드, 게르게이 수보로프, 파벨 유시케비치, 보리스 헤센 등이 러시아 마흐주의자로 불렸다.